# 1819 aux États-Unis
Pour des articles plus généraux, voir Chronologie des États-Unis et 1819.
Chronologie des États-Unis
- 1815
- 1816
- 1817
- 1818
- 1819
- 1820
- 1821
- 1822
- 1823

Cette page concerne des événements d'actualité qui se sont produits durant l'année 1819 du calendrier grégorien aux États-Unis.

## Gouvernement
- Président : James Monroe (Républicain-Démocrate)
- Vice-président : Daniel D. Tompkins (Républicain-Démocrate)
- Secrétaire d'État  : John Quincy Adams (Républicain-Démocrate)
- Chambre des représentants - Président : Henry Clay (Républicain-Démocrate) jusqu'au 4 mars puis à partir du 6 décembre

## Événements
- 25 janvier : Thomas Jefferson, l’auteur de la Déclaration d’indépendance et le troisième président américain fonde l’université de Virginie.
- 22 février : le Traité d'Adams-Onís est signé à Washington, D.C.. Les États-Unis rachètent la Floride à l’Espagne. Ils renoncent en échange à toute prétention sur le Texas. Le traité sera proclamé le 22 février 1821.

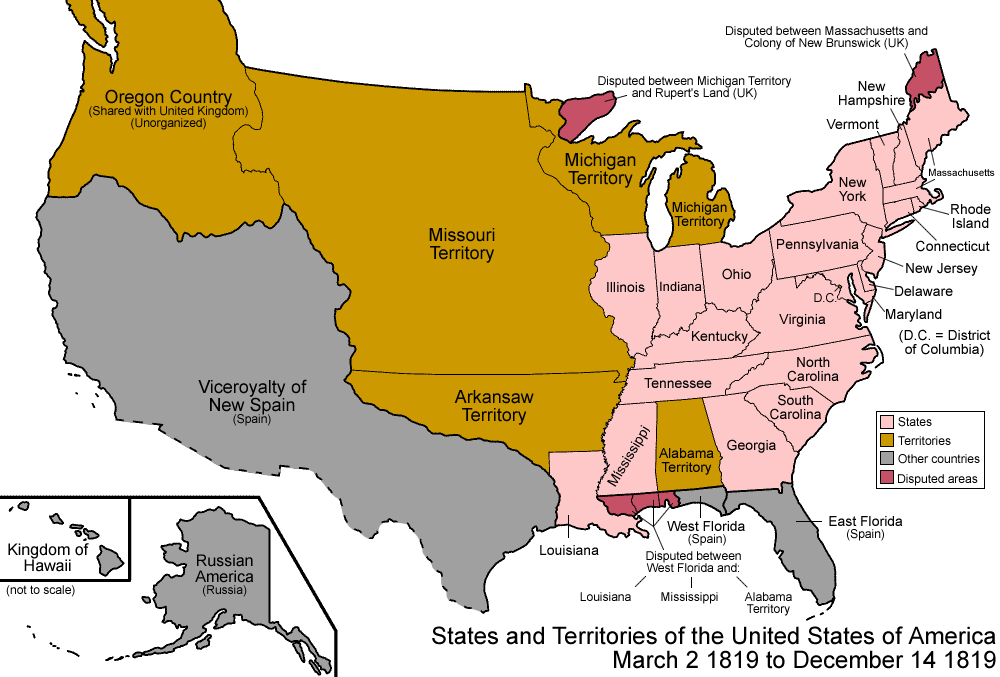
2 mars - 14 décembre 1819

- 2 mars : La partie sud du Territoire du Missouri est organisée et devient le Territoire de l'Arkansaw, constitué de l'actuel Arkansas ainsi que d'une partie de l'Oklahoma[1]. Il ne fut officiellement orthographié « Arkansas » que plus tard.
- 20 juin : le navire américain Savannah, parti le 22 mai de Savannah arrive à Liverpool, au terme de la première traversée de l'océan Atlantique par un bateau à vapeur en un peu plus de 29 jours et 11 heures. 87 % du voyage a été cependant fait au moyen des voiles.

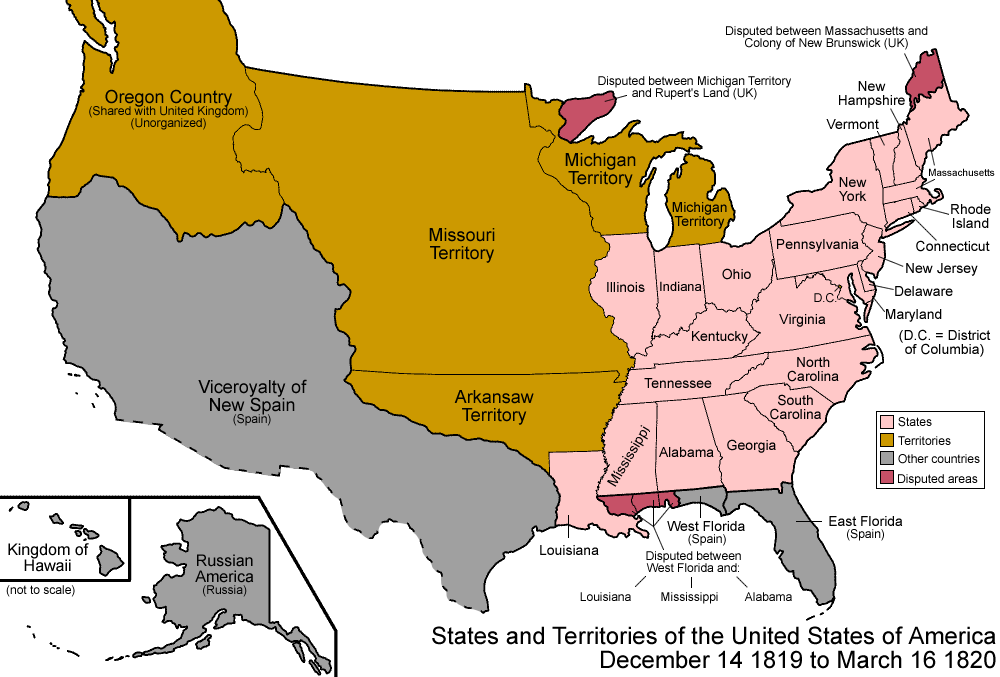
14 décembre 1819 - 16 mars 1820

- 14 décembre : le Territoire de l'Alabama devient le 22e État, l'Alabama.
- Crise bancaire, première grande crise financière aux États-Unis, due à la spéculation foncière.
- Washington Irving écrit Le Livre de croquis de Geoffrey Crayon, gentleman, un recueil d'histoires fortement influencé par les contes populaires allemands, qui comprend quelques-unes de ses nouvelles parmi les plus connues — la Légende de Sleepy Hollow (The Legend of Sleepy Hollow) et Rip Van Winkle.

## Naissances
- 27 octobre : Henry Bradley Plant, (décède le  23 juin 1899), est un homme d'affaires ayant fait sa fortune en Floride aux États-Unis en investissant dans le domaine du transport et en particulier dans le secteur ferroviaire. Son réseau ferroviaire, dénommé Plant System, donna naissance par la suite à la compagnie ferroviaire Atlantic Coast Line Railroad. Plant City, située près de la ville de Tampa en Floride tire son nom de l'homme d'affaires.

## Décès
- 15 avril : Oliver Evans, né à Newport (Delaware) le 13 septembre 1755 et mort à New York, est un inventeur américain.

#### Articles généraux
- Histoire des États-Unis de 1776 à 1865
- Évolution territoriale des États-Unis

#### Articles sur l'année 1819 aux États-Unis
- Traité d'Adams-Onís
- Drapeau des États-Unis